# Phim truyện điện ảnh
Phim truyện điện ảnh là một dạng phim truyện/phim tự sự có thời lượng đủ dài để được xuất hiện chính hoặc duy nhất trên một chương trình giải trí thương mại. Thuật ngữ này thường chỉ đến một bộ phim chính đủ dài trong một chương trình chiếu phim vốn bao gồm cả một bộ phim ngắn và thường có cả phim thời sự. Đặc biệt tại Mỹ và Canada nói chung thì các chương trình buổi chiều, bao gồm cả phim hoạt hình, được chiếu ít nhất một kỳ/tuần và tiêu biểu là một bộ phim truyện điện ảnh bổ sung vào dịp cuối tuần.
Bộ phim truyện điện ảnh đầu tiên trên thế giới có tên là The Story of the Kelly Gang dài 60 phút, do Úc sản xuất năm 1906.